# Bilozerske
Bilozerske (ukrainsk: Білозерське, russisk: Belozerske) er en by i Dobropillia kommune, Donetsk oblast i Ukraine. Byen har en befolkning på omkring 14.940 (2021).
Byen blev grundlagt i 1913.
I 1966 blev den bymæssige bebyggelse til en by. I 1969 var byens befolkning på 20.600 mennesker, og økonomien var baseret på kulminedrift..

## Galleri
- Krigsmindesmærke i Bilozerske
- Bilozerske om vinteren
- Kulturpalads
- Boligblokke i byen